# 16 травня
16 травня — 136-й день року (137-й у високосні роки) в григоріанському календарі. До кінця року залишається 229 днів.

## Свята і пам'ятні дні

### Міжнародні
- ООН: Міжнародний день мирного співіснування[1][2]
- Міжнародний день світла.
- День любові до дерев.
- День мікробіолога.
- День біографа.

### Національні
- Франція: Свято хліба (1995)
- Південний Судан: Національний день (2007)
- США: Національний день барбекю і День піци.

### Професійні
- Малайзія: День вчителя.

### Релігійні

#### Християнство
Католицька церква:
- День Святого Іоанна Непомуцького.
- День Священномученика Андрея Боболі, Апостола Полісся.

 Православна церква:
- Преподобного Феодора Освяченого.
- Преподобних отців, що в лаврі святителя Савви були побиті.
- Святителя Олександра, єпископа Єрусалимського.
- Мучеників Віта, Модеста і Крискентії.
- Блаженної отроковиці Музи.
- Святителя Георгія ІІ, єпископа Мітиленського.

### Іменини
- ✝  Католицькі: Андрій, Брендан, Симон
- ✙ Православні: Теодор, Олександр, Георгій[3]

## Події
- 1648 — Під Жовтими Водами військо Богдана Хмельницького завдало поразки польському війську Стефана Потоцького.
- 1655 — В Стокгольм до шведського короля Карла X Густава прибуло посольство від кримського хана Мехмеда IV Ґерая[4].
- 1686 — У Москві між Московією та Річчю Посполитою підписано «Вічний мир».
- 1920 — Жанну д'Арк канонізовано римською католицькою церквою.
- 1929 — У США відбулася перша церемонія вручення «Оскарів».
- 1954 — Почалося Кенгірське повстання, повстання ув'язнених в 3-му табірному відділенні Степового табору в селищі Кенгір (Казахстан).
- 1966 — У Китаї оголошений початок «культурної революції».
- 1975 — Японка Табеї Дзюнко стала першою жінкою, яка скорила Еверест.
- 1985 — Підписаний Указ Президії Верховної Ради СРСР «Про посилення боротьби з пияцтвом».
- 2004 — українська співачка Руслана Лижичко здобуває перемогу в пісенному конкурсі «Євробачення» 2004, здобувши переможних 280 балів на підставі телеопитування, яке проводилось в 36 країнах.
- 2008 — Україна стала 152-им членом Світової організації торгівлі.
- 2014 — Окупаційна влада РФ у Криму заборонила проводити мирні зібрання та мітинги[4].

## Народились
Дивись також Категорія:Народились 16 травня
- 1627 — Віллем ван Алст, голландський художник, майстер натюрмортів.
- 1718 — Марія Ґаетана Аньєзі, італійський математик та філософ.
- 1763 — Луї Ніколя Воклен, французький хімік та аптекар, відомий відкриттям хрому та берилію.
- 1788 — Фрідріх Рюккерт, німецький поет, перекладач та вчений.
- 1817 — Микола Костомаров, український історик, поет-романтик, мислитель, громадський діяч.
- 1831 — Девід Едвард Г'юз, валлійський і американський фізик і винахідник.
- 1856 — Микола Колцуняк, український етнограф і фольклорист.
- 1905 — Генрі Фонда, американський актор театра та кіно, батько акторів Пітера і Джейн Фонда.
- 1917 — Джордж Гейнз, американський актор — зіграв Еріка Ласарда в «Поліцейській академії».
- 1929 — Адрієнн Річ, американська поетеса, письменниця та феміністка.
- 1936 — Микола Грох, український художник, графік, ілюстратор.
- 1953 — Пірс Броснан, ірландський та американський актор.
- 1955 — Дебра Вінгер, американська акторка.
- 1957 — Мунір Аблаєв, артист балету, Заслужений артист України (1998)[4].
- 1966 — Джанет Джексон, американська співачка.
- 1973 — Торі Спеллінг, американська акторка.
- 1986 — Меган Фокс, американська акторка, модель.
- 1987 — Джан Бономо, турецький співак, представник Туреччини на Євробаченні 2012 року.
- 1994 — Олег Псюк, український репер, засновник і фронтмен гурту «Kalush».
- 1994 — Іван Павлишин, військовослужбовець Збройних сил України, учасник російсько-української війни. Повний кавалер ордена «За мужність», Герой України (посмертно).

## Померли
Дивись також Категорія:Померли 16 травня
- 1657 — Святий Андрій Боболя, польський єзуїтський місіонер, замучений козаками.
- 1669 — П'єтро да Кортона, італійський живописець і архитектор, яскравий представник епохи бароко.
- 1703 — Шарль Перро (1628—1703), французький письменник, поет і критик, основоположник жанру літературної казки.
- 1942 — Броніслав Малиновський, польсько-англійський антрополог, етнограф і соціолог.
- 1954 — Клеменс Краус, австрійський диригент.
- 1984
  - Енді Кауфман, американський шоумен, актор та артист ревю.
  - Ірвін Шоу, американський драматург, сценарист і письменник.
- 1990 — Джим Генсон, американський лялькар, актор, режисер, сценарист, продюсер. Творець телепрограми «Маппет-шоу».
- 1997 — Джузеппе Де Сантіс, італійський кінорежисер і сценарист.
- 2004 — Маріка Рек, популярна німецька акторка угорського походження.
- 2010 — Ронні Джеймс Діо (Роннальд Джеймс Падавона, 1942—2010), американський рок-музикант, вокаліст, автор пісень. Засновник легендарного жесту «коза».